# Němčický potok (přítok Trkmanky)
Němčický potok je pravostranný přítok řeky Trkmanky v okrese Břeclav v Jihomoravském kraji. Délka jeho toku činí 2,5 km. Plocha povodí měří 5,7 km².

## Průběh toku
Pramenná oblast Němčického potoka se nachází v okolí obce Němčičky, kterou potok protéká. Po celé své délce teče převážně jižním až jihovýchodním směrem. Na okraji Bořetic se Němčický potok vlévá zprava do řeky Trkmanky na jejím 14,1 říčním kilometru.